# Étangs de Fontargente
Les étangs de Fontargente désignent un ensemble de trois étangs situés en Ariège dans la vallée de l'Aston, dans le massif montagneux des Pyrénées.

## Toponymie
Fontargente signifie fontaine argentée.

## Géographie
Sur le territoire de la commune d'Aston, les étangs de Fontargente sont au nombre de trois et se situent sur une terrasse évasée au cœur d'un petit cirque glaciaire situé au pied du port de Fontargente, col le moins élevé (2 263 mètres) séparant la France de l'Andorre. Les deux lacs principaux sont séparés par un isthme.

### Hydrographie
Le premier lac est le plus grand (16,95 ha) et le plus profond (de 30 à 40 mètres). Les étangs de Fontargente se déversent dans le ruisseau de l'Estagnol qui envoie ses eaux dans la rivière Aston en amont de la commune portant le même nom.

## Faune
D’une superficie d’environ 5,6 hectares pour le plus petit à 16,95 hectares pour le plus grand, on y observe des truites fario et saumons de fontaine.

## Voies d'accès
Au départ du Pla de Las Peyres (1 690 m), les étangs de Fontargente sont accessibles en une heure et trois quarts pour les bons marcheurs.

### Articles connexes

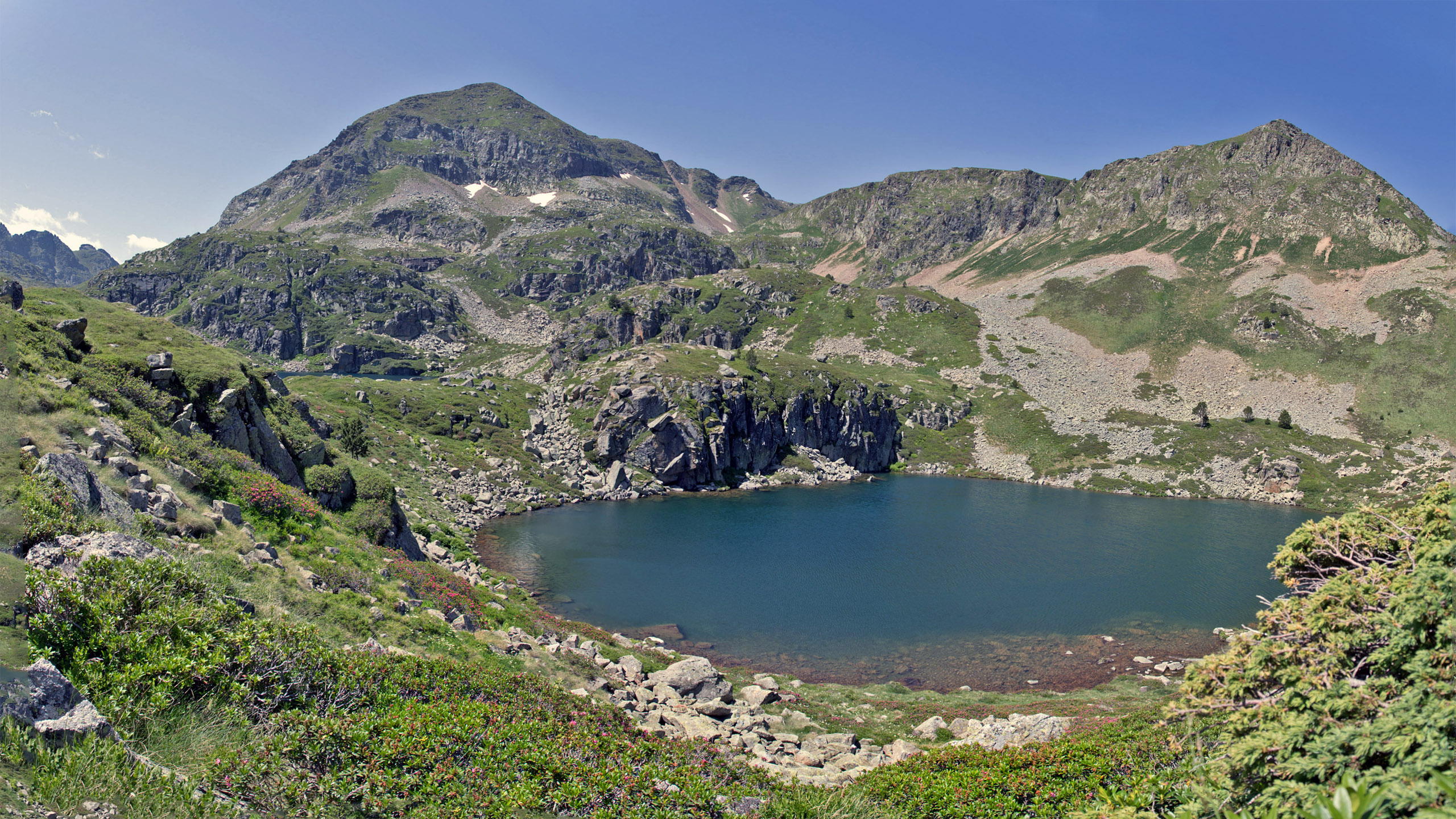
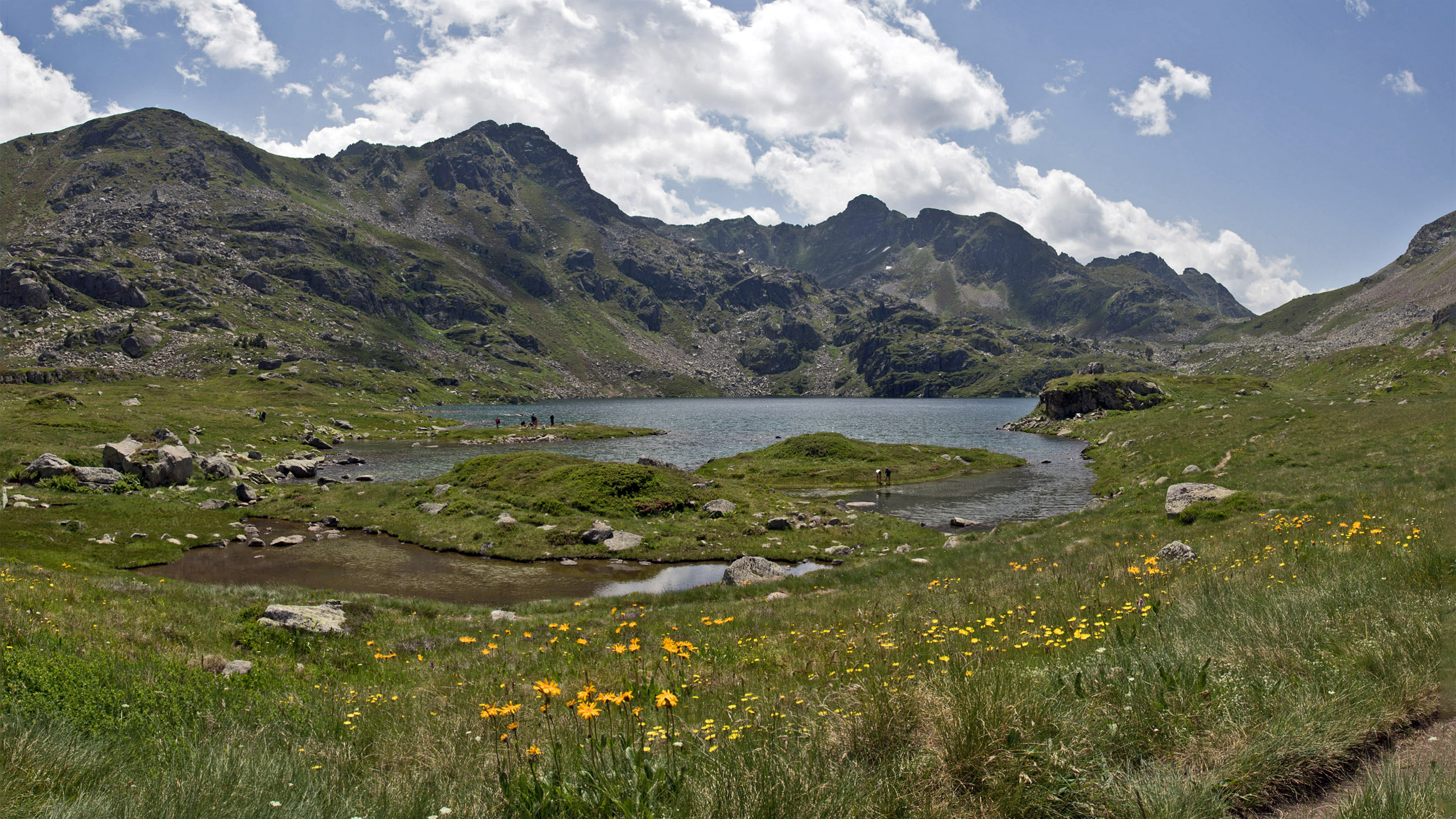
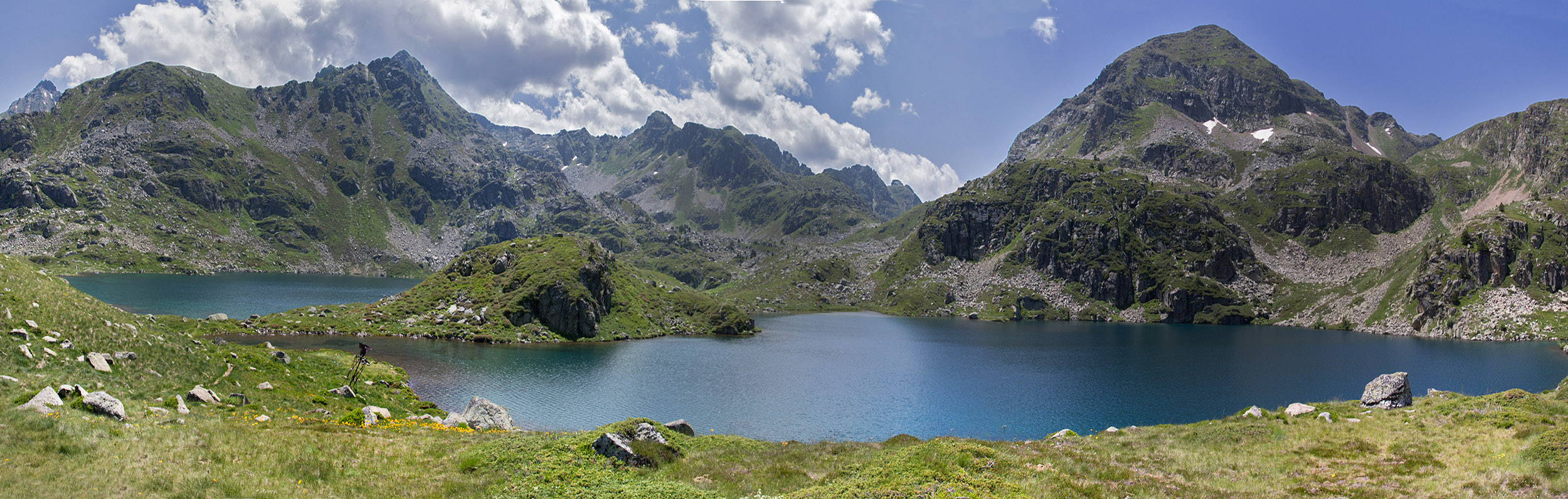
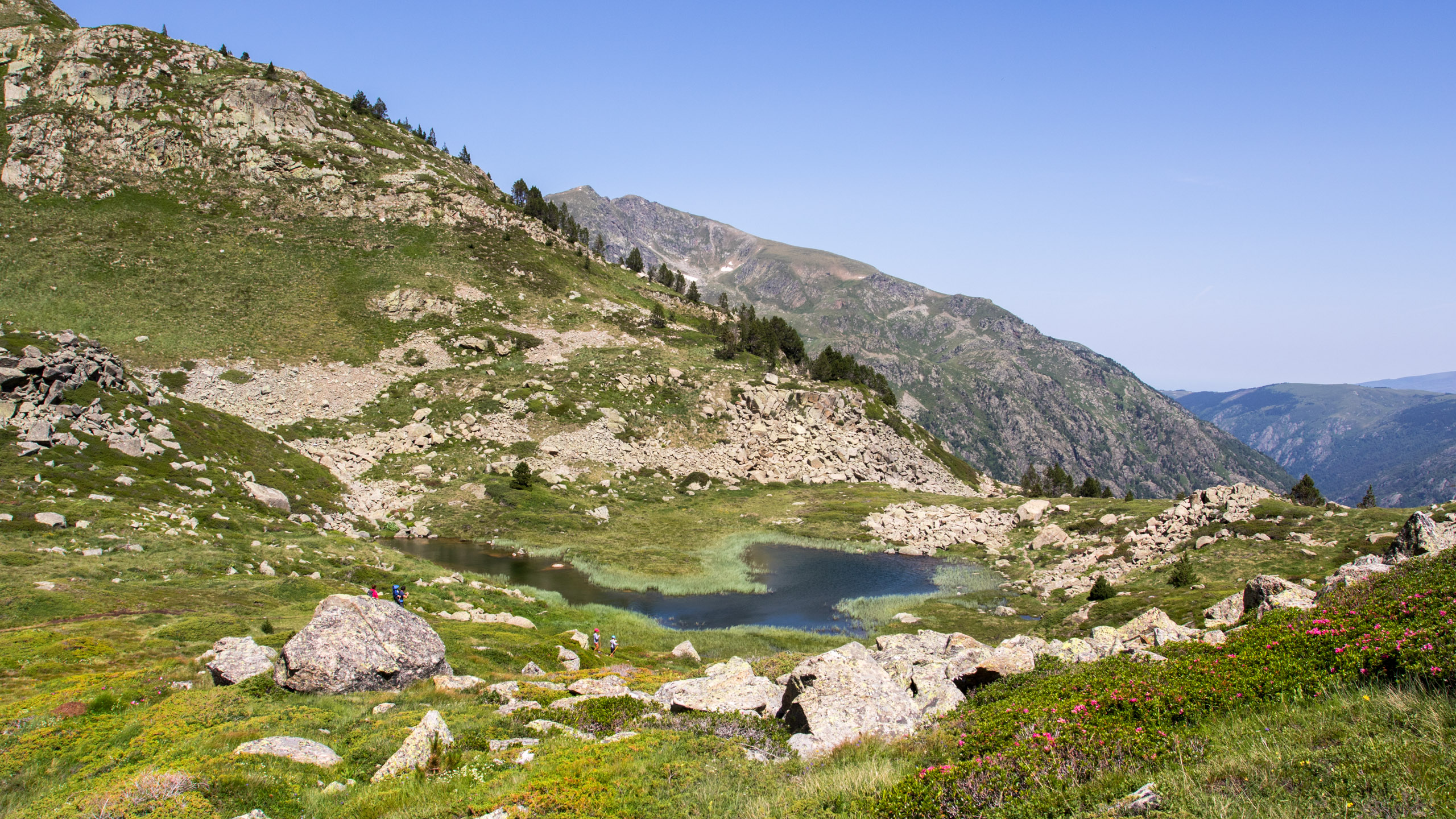
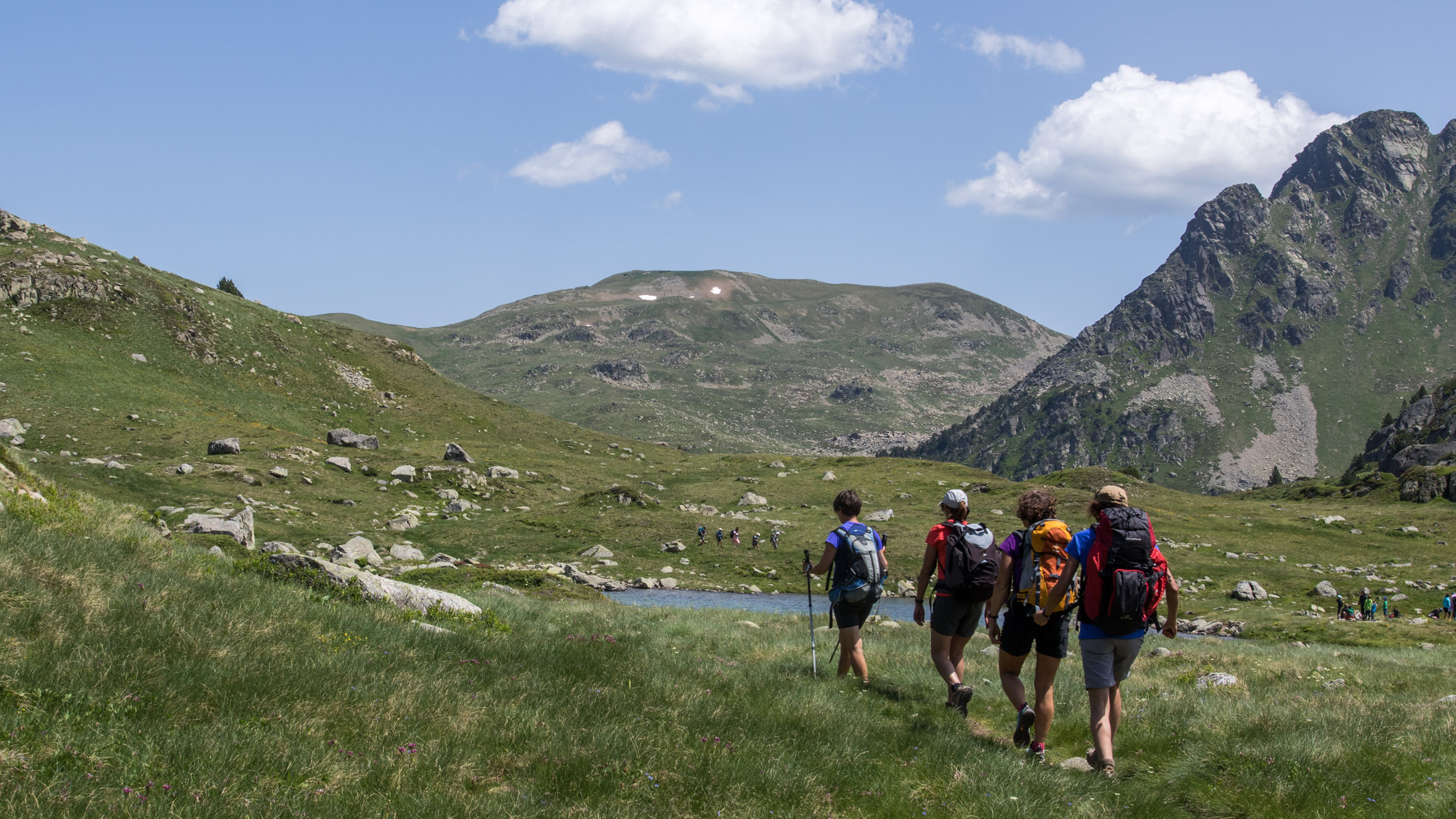
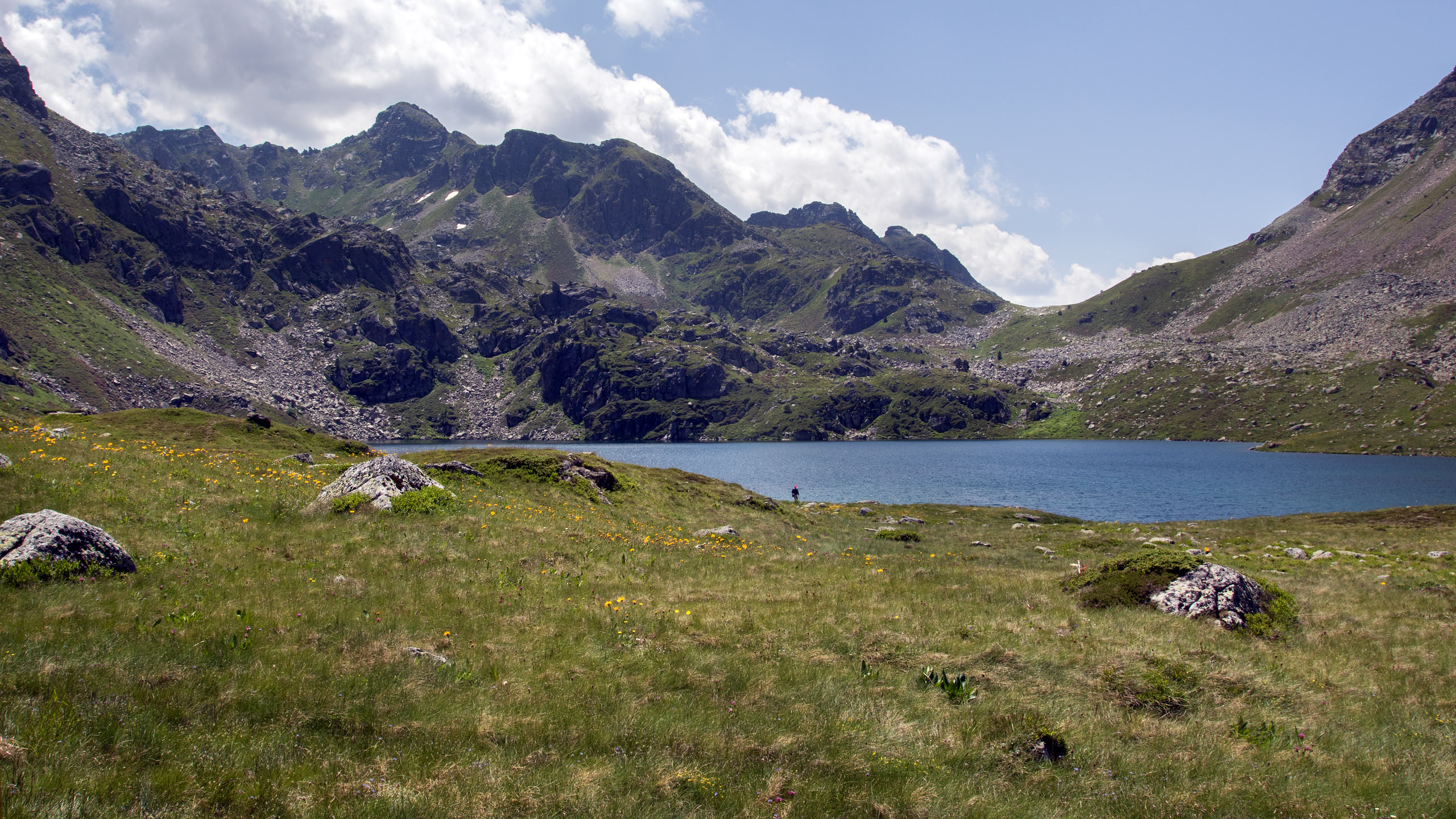